# Hoya carnosa
Hoya carnosa, известна като восъчно цвете, е вид цъфтящо растение от семейство Apocynaceae. Това е един от многото видове хоя, които са местни за Източна Азия и Австралия. Това е често срещано домашно растение, отглеждано заради привлекателната си восъчна зеленина и сладко ухаещи цветове. Отглежда се добре в саксии и висящи кошници.
Hoya carnosa се култивира повече от 200 години и е довела до много сортове, които се различават по формата на листата или цвета на цветовете. При култивиране в Обединеното кралство е печелило наградата на Кралското градинарско дружество за градински заслуги.

## Отглеждане
Восъчето изисква умерена температура през цялата година, която през зимата не бива да пада под 10 – 12° С. Има нужда от отлично осветление, но не бива да се оставя на припек, защото обедното слънце може да изгори листата му. На сянка няма да цъфти. Трябва да се пази от въздушни течения. Цъфтежът ще се наруши, ако в този период се промени местоположението на растението.